# John Zaremba
John Zaremba (Chicago, 22 ottobre 1908 – Newport Beach, 15 dicembre 1986) è stato un attore statunitense.
Ha recitato in oltre 40 film dal 1950 al 1977 ed è apparso in oltre 120 produzioni televisive dal 1953 al 1986. È stato accreditato anche con il nome John Zarimba.

## Biografia
John Zaremba nacque a Chicago, in Illinois, il 22 ottobre 1908. Lavorò per qualche anno come reporter a Grand Rapids, nel Michigan. Intraprese poi la carriera cinematografica nei primi anni 50 debuttando, non accreditato, nel ruolo del dottor Schmidt nel decimo episodio (Savage Snare) del serial cinematografico Pirates of the High Seas nel 1950. Sempre per il cinema interpretò, tra gli altri, poi il dottor Judson Uhl nel film fantascientifico del 1957 A trenta milioni di chilometri dalla Terra.
Per la televisione, interpretò, tra gli altri, il ruolo dell'agente speciale Jerry Dressler in 67 episodi della serie televisiva I Led 3 Lives dal 1953 al 1956, del dottor Harold Jensen in 14 episodi della serie Ben Casey dal 1961 al 1965, del generale Stoneman in 4 episodi della serie Twelve O'Clock High dal 1964 al 1965 (più un altro episodio con un altro ruolo), del dottor Kessler in tre puntate della soap opera Peyton Place nel 1965, del dottor Raymond Swain  in 30 episodi della serie Kronos dal 1966 al 1967, del dottor Harlen Danvers    in 13 episodi della serie Dallas dal 1978 al 1986 e numerosi altri ruoli minori e apparizioni da guest star in molti episodi di serie televisive degli anni 50 alla prima metà degli anni 80.
La sua ultima apparizione sul piccolo schermo avvenne nell'episodio Who's Who at the Oil Baron's Ball? della serie televisiva Dallas, andato in onda il 21 novembre 1986, mentre per il grande schermo l'ultima interpretazione risale al film Brothers del 1977 in cui interpreta un giudice.
Morì per un attacco di cuore all'età di 78 anni a Newport Beach, in California, il 15 dicembre 1986.

## Filmografia

### Cinema
- Pirates of the High Seas, regia di Spencer Gordon Bennet, Thomas Carr (1950)
- Avvocato di me stesso (Young Man with Ideas), regia di Mitchell Leisen (1952)
- Il mostro magnetico (The Magnetic Monster), regia di Curt Siodmak e, non accreditato, Herbert L. Strock (1953)
- La bestia umana (Human Desire), regia di Fritz Lang (1954)
- Quarto grado (Tight Spot), regia di Phil Karlson (1955)
- Cella 2455 braccio della morte (Cell 2455 Death Row), regia di Fred F. Sears (1955)
- 5 contro il casinò (5 Against the House), regia di Phil Karlson (1955)
- Il sindacato di Chicago (Chicago Syndicate), regia di Fred F. Sears (1955)
- La valanga degli uomini rossi (Apache Ambush), regia di Fred F. Sears (1955)
- Il ricatto più vile (Ransom!), regia di Alex Segal (1956)
- I banditi del petrolio (The Houston Story), regia di William Castle (1956)
- La Terra contro i dischi volanti (Earth vs. the Flying Saucers), regia di Fred F. Sears (1956)
- Colui che rise per ultimo (He Laughed Last), regia di Blake Edwards (1956)
- I filibustieri della finanza (The Power and the Prize), regia di Henry Koster (1956)
- Rappresaglia (Reprisal!), regia di George Sherman (1956)
- Hit and Run, regia di Hugo Haas (1957)
- A 30 milioni di Km dalla Terra (20 Million Miles to Earth), regia di Nathan Juran (1957)
- The Night the World Exploded, regia di Fred F. Sears (1957)
- Ora zero (Zero Hour!), regia di Hall Bartlett (1957)
- The Power of the Resurrection, regia di Harold D. Schuster (1958)
- Giovani gangsters (Juvenile Jungle), regia di William Witney (1958)
- Young and Wild, regia di William Witney (1958)
- I fuorilegge della polizia (The Case Against Brooklyn), regia di Paul Wendkos (1958)
- La vendetta del tenente Brown (The Saga of Hemp Brown), regia di Richard Carlson (1958)
- I marines delle isole Salomone (Tarawa Beachhead), regia di Paul Wendkos (1958)
- La figlia di Frankenstein (Frankenstein's Daughter), regia di Richard E. Cunha (1958)
- La battaglia del Mar dei Coralli (Battle of the Coral Sea), regia di Paul Wendkos (1959)
- Il sindacato del vizio (Vice Raid), regia di Edward L. Cahn (1960)
- Because They're Young, regia di Paul Wendkos (1960)
- Guadalcanal ora zero (The Gallant Hours), regia di Robert Montgomery (1960)
- Il cerchio della violenza (Key Witness), regia di Phil Karlson (1960)
- Anche i gangster muoiono (The Lawbreakers) (1961)
- Un tipo lunatico (Moon Pilot), regia di James Neilson (1962)
- Dangerous Charter, regia di Robert Gottschalk (1962)
- La veglia delle aquile (A Gathering of Eagles), regia di Delbert Mann (1963)
- I ragazzi di Camp Siddons (Follow Me, Boys!), regia di Norman Tokar (1966)
- R.P.M. Rivoluzione per minuto (R.P.M.), regia di Stanley Kramer (1970)
- L'ultimo eroe del West (Scandalous John), regia di Robert Butler (1971)
- Oggi sposi: sentite condoglianze (The War Between Men and Women), regia di Melville Shavelson (1972)
- Herbie il Maggiolino sempre più matto (Herbie Rides Again), regia di Robert Stevenson (1974)
- Brothers, regia di Arthur Barron (1977)

### Televisione
- Waterfront – serie TV, 2 episodi (1954)
- I Led 3 Lives – serie TV, 67 episodi (1953-1956)
- Dragnet – serie TV, un episodio (1955)
- Crusader – serie TV, episodio 2x04 (1956)
- Playhouse 90 – serie TV, un episodio (1956)
- The Court of Last Resort – serie TV, episodi 1x02-1x23 (1957-1958)
- I racconti del West (Zane Grey Theater) – serie TV, 2 episodi (1957-1959)
- Alfred Hitchcock presenta (Alfred Hitchcock Presents) – serie TV, 7 episodi (1957-1962)
- The Ford Television Theatre – serie TV, un episodio (1957)
- Conflict – serie TV, episodio 1x10 (1957)
- Studio 57 – serie TV, un episodio (1957)
- Scienza e fantasia (Science Fiction Theatre) – serie TV, episodio 2x39 (1957)
- Code 3 – serie TV, un episodio (1957)
- Navy Log – serie TV, episodio 3x09 (1957)
- Il tenente Ballinger (M Squad) – serie TV, 2 episodi (1958-1960)
- The Gray Ghost – serie TV, episodio 1x37 (1958)
- Suspicion – serie TV, un episodio (1958)
- Behind Closed Doors – serie TV, un episodio (1958)
- Avventure in fondo al mare (Sea Hunt) – serie TV, 6 episodi (1959-1961)
- Mackenzie's Raiders – serie TV, un episodio (1959)
- Shotgun Slade – serie TV, un episodio (1959)
- Zorro – serie TV, un episodio (1959)
- Frontier Doctor – serie TV, un episodio (1959)
- Avventure in elicottero (Whirlybirds) – serie TV, un episodio (1959)
- Tightrope – serie TV, un episodio (1959)
- The Fisher Family – serie TV, un episodio (1959)
- Alcoa Presents: One Step Beyond – serie TV, un episodio (1959)
- Maverick – serie TV, episodio 3x21 (1960)
- Men Into Space – serie TV, episodio 1x38 (1960)
- Lock Up – serie TV, un episodio (1960)
- Hawaiian Eye – serie TV, episodio 2x11 (1960)
- The Roaring 20's – serie TV, 2 episodi (1960)
- The Case of the Dangerous Robin – serie TV, un episodio (1960)
- Ripcord – serie TV, episodi 1x05-2x13 (1961-1963)
- Ben Casey – serie TV, 14 episodi (1961-1965)
- Manhunt – serie TV, un episodio (1961)
- Dennis the Menace – serie TV, un episodio (1961)
- Disneyland – serie TV, un episodio (1961)
- Thriller – serie TV, un episodio (1961)
- Peter Loves Mary – serie TV, un episodio (1961)
- Gli intoccabili (The Untouchables) – serie TV, un episodio (1961)
- The Asphalt Jungle – serie TV, un episodio (1961)
- Whispering Smith – serie TV, episodio 1x06 (1961)
- The Donna Reed Show – serie TV, un episodio (1961)
- King of Diamonds – serie TV, un episodio (1961)
- Scacco matto (Checkmate) – serie TV, episodio 2x02 (1961)
- Death Valley Days – serie TV, un episodio (1961)
- Shannon – serie TV, un episodio (1961)
- The Dick Powell Show – serie TV, episodio 1x07 (1961)
- 87ª squadra (87th Precinct) – serie TV, un episodio (1961)
- Tales of Wells Fargo – serie TV, 2 episodi (1961)
- L'ora di Hitchcock (The Alfred Hitchcock Hour) – serie TV, 4 episodi (1962-1963)
- Perry Mason – serie TV, 5 episodi (1962-1964)
- Il virginiano (The Virginian) – serie TV, 5 episodi (1962-1967)
- Bus Stop – serie TV, episodio 1x23 (1962)
- Carovane verso il west (Wagon Train) – serie TV, un episodio (1962)
- Undicesima ora (The Eleventh Hour) – serie TV, un episodio (1962)
- Lassie – serie TV, 3 episodi (1963-1965)
- Un equipaggio tutto matto (McHale's Navy) – serie TV, 5 episodi (1963-1965)
- Alcoa Premiere – serie TV, un episodio (1963)
- Ai confini della realtà (The Twilight Zone) – serie TV, un episodio (1963)
- Hazel – serie TV, un episodio (1963)
- La legge di Burke (Burke's Law) – serie TV, episodio 1x01 (1963)
- Sotto accusa (Arrest and Trial) – serie TV, episodio 1x14 (1963)
- Broadside – serie TV, 2 episodi (1964-1965)
- Viaggio in fondo al mare (Voyage to the Bottom of the Sea) – serie TV, 2 episodi (1964-1965)
- Twelve O'Clock High – serie TV, 5 episodi (1964-1966)
- The Crisis (Kraft Suspense Theatre) – serie TV, un episodio (1964)
- Il fuggiasco (The Fugitive) – serie TV, un episodio (1964)
- The Lieutenant – serie TV, episodio 1x24 (1964)
- The Jack Benny Program – serie TV, un episodio (1964)
- Gli uomini della prateria (Rawhide) – serie TV, un episodio (1964)
- F.B.I. (The F.B.I.) – serie TV, 4 episodi (1965-1972)
- Peyton Place – serie TV, 3 episodi (1965)
- The Third Man – serie TV, un episodio (1965)
- I mostri (The Munsters) – serie TV, un episodio (1965)
- Kronos (The Time Tunnel) – serie TV, 30 episodi (1966-1967)
- Batman – serie TV, 2 episodi (1966)
- Daniel Boone – serie TV, un episodio (1966)
- Al banco della difesa (Judd for the Defense) – serie TV, 3 episodi (1967-1969)
- Ironside – serie TV, 4 episodi (1967-1971)
- Ready and Willing – film TV (1967)
- Gli invasori (The Invaders) – serie TV, 2 episodi (1967)
- Lancer – serie TV, 2 episodi (1968-1969)
- Bonanza – serie TV, 4 episodi (1968-1972)
- Selvaggio west (The Wild Wild West) – serie TV, episodio 3x21 (1968)
- The Outsider – serie TV, episodio 1x01 (1968)
- Missione impossibile (Mission: Impossible) – serie TV, un episodio (1968)
- Sui sentieri del West (The Outcasts) – serie TV, episodio 1x20 (1969)
- Ai confini dell'Arizona (The High Chaparral) – serie TV, episodio 3x04 (1969)
- La terra dei giganti (Land of the Giants) – serie TV, un episodio (1969)
- I nuovi medici (The Bold Ones: The New Doctors) – serie TV, un episodio (1969)
- Get Smart – serie TV, un episodio (1970)
- The Bill Cosby Show – serie TV, un episodio (1970)
- Los Angeles: ospedale nord (The Interns) – serie TV, un episodio (1970)
- Matt Lincoln – serie TV, un episodio (1970)
- Difesa a oltranza (Owen Marshall, Counselor at Law) – serie TV, 7 episodi (1971-1974)
- Lo sceriffo del sud (Cade's County) – serie TV, un episodio (1971)
- Cannon – serie TV, 3 episodi (1972-1975)
- A tutte le auto della polizia (The Rookies) – serie TV, 3 episodi (1972-1975)
- Detective anni '30 (Banyon) – serie TV, un episodio (1972)
- Arcibaldo (All in the Family) – serie TV, un episodio (1972)
- Mod Squad, i ragazzi di Greer (The Mod Squad) – serie TV, un episodio (1973)
- Banacek – serie TV, un episodio (1973)
- Hawkins – serie TV, un episodio (1973)
- Le strade di San Francisco (The Streets of San Francisco) – serie TV, 3 episodi (1974-1976)
- Barnaby Jones – serie TV, 2 episodi (1974-1980)
- Colombo (Columbo) – serie TV, un episodio (1974)
- Manhunter – film TV (1974)
- Il cacciatore (The Manhunter) – serie TV, un episodio (1974)
- The Abduction of Saint Anne – film TV (1975)
- The Legend of Lizzie Borden – film TV (1975)
- S.W.A.T. – serie TV, un episodio (1975)
- Harry O – serie TV, un episodio (1975)
- Charlie's Angels – serie TV, 2 episodi (1976-1980)
- In casa Lawrence (Family) – serie TV, un episodio (1976)
- Good Heavens – serie TV, un episodio (1976)
- Squadra Most Wanted (Most Wanted) – serie TV, un episodio (1976)
- The Death of Richie – film TV (1977)
- Dallas – serie TV, 13 episodi (1978-1986)
- Fantasilandia (Fantasy Island) – serie TV, un episodio (1978)
- The Time Machine – film TV (1978)
- La casa nella prateria (Little House on the Prairie) – serie TV, 4 episodi (1979-1981)
- The Ordeal of Patty Hearst – film TV (1979)
- The Sophisticated Gents – film TV (1981)
- Advice to the Lovelorn – film TV (1981)